# Hardcore Justice 2015 (maggio)
Hardcore Justice 2015 è stata la quattordicesima edizione di Hardcore Justice, evento prodotto annualmente dalla Total Nonstop Action (TNA). L'evento è stato registrato il 16 marzo 2015 all'Impact Zone di Orlando (Florida) ed è stato trasmesso il 1º maggio 2015.
Questa edizione di Hardcore Justice è stata la terza a non essersi svolta sotto forma di pay-per-view.

## Risultati
| # | Match | Stipulazioni                                    | Durata |
| - | --- | ----------------------------------------------- | ------ |
| 1 | The Hardys (Jeff Hardy e Matt Hardy) e Davey Richards hanno sconfitto The Revolution (Abyss, Khoya e Manik) | 6-Men Tag Team Street Fight match               | 10:05  |
| 2 | Kenny King ha sconfitto Mandrews, Rockstar Spud (c), Tigre Uno                                              | Ladder match per il TNA X Division Championship | 08:00  |
| 3 | Taryn Terrell (c) ha sconfitto Brooke                                                                       | Single match per il TNA Knockout's Championship | 06:15  |
| 4 | Drew Galloway ha sconfitto Low Ki                                                                           | Pipe-on-a-Pole match                            | 07:30  |
| 5 | Eric Young ha sconfitto Kurt Angle                                                                          | Stretcher match                                 | 13:10  |